# Языки Египта
В Египте представлено значительное количество языков, хотя большая часть населения говорит только на египетском диалекте арабского языка. Арабский литературный язык является единственным официальным языком страны.

## Официальный язык
Официальным языком в Египте является литературный арабский язык и используется в большинстве печатных СМИ. Египетский арабский — язык, используемый повсеместно в быту, чаще всего передаётся на письме арабским шрифтом, иногда на латинице (например, в чатах). Английский, французский и немецкий также широко распространены и используются в деловых и образованных кругах.

## Арабские языки
Арабский язык пришел в Египет в VII столетии и стал современным разговорным языком египтян. Из всех разновидностей арабского языка, египетский арабский — наиболее хорошо понимаемый диалект на Ближнем Востоке и в Северной Африке, вероятно, по причине влияния египетского кинематографа в арабоязычных странах.
Около трети населения Египта говорят на верхнеегипетском (саидском) диалекте арабского языка. Бедуины, которых меньшинство, говорят на разных формах бедуинских диалектов арабского языка, в основном на Синайском полуострове. Кроме того, среди выходцев из Судана распространен суданский диалект арабского языка.

## Нубийские языки
На юге страны используются нубийские языки. На них, в основном, говорят в Верхнем Египте: Ком-Омбо, Луксоре и Асуане. Число носителей около 300 000, большинство говорят на языке нубин, а также на кенузи-донгола.

## Исторические языки
Египетские языки (также известные как копто-египетские) состоят из древнеегипетского и коптского и образуют отдельную ветвь в семье афразийских языков. Египетский язык является одним из первых письменных языков и известен из сохранившихся иероглифических надписей на памятниках и листах папируса. Коптский язык, единственный сохранившийся потомок египетского языка, на сегодняшний день является литургическим языком Коптской православной церкви.
Диалект греческого языка «койне» играл важную роль в эллинистической Александрии и использовался в философии и науке этой культуры, а также изучался позже арабскими учёными.

## Языки иммигрантов
В Александрии проживает около 42 000 человек (2004), говорящих на современном греческом языке. Сопоставимое число говорящих на армянском языке живут, в основном, в Каире, а также около 7500 носителей итальянского языка — в дельте Нила.

## Остальные языки
Около 77 000 носителей языка беджа живут в Аравийской пустыне и на побережье Красного моря.
Примерно 234 000 (2004) человек народности дом говорят на языке домари.
Берберские языки представлены языком сиви, на котором говорят около 5000 человек в оазисе Сива.